# Ле-Мені-Опак
Ле-Мені́-Опа́к (фр. Le Mesnil-Opac) — колишній муніципалітет у Франції, у регіоні Нормандія, департамент Манш. Населення — 270 осіб (2011).
Муніципалітет був розташований на відстані близько 260 км на захід від Парижа, 60 км на захід від Кана, 12 км на південь від Сен-Ло.

## Історія
До 2015 року муніципалітет перебував у складі регіону Нижня Нормандія. Від 1 січня 2016 року належав до нового об'єднаного регіону Нормандія.
1 січня 2016 року Ле-Мені-Опак, Шеврі i Муайон було об'єднано в новий муніципалітет Муайон-Віллаж.

## Демографія
Динаміка населення (INSEE ):
Розподіл населення за віком та статтю (2006):
| Стать | Всього | До 15 років | 15-24 | 25-44 | 45-64 | 65-85 | Понад 85 |
| --- | ------ | ----------- | ----- | ----- | ----- | ----- | -------- |
| Чоловіки | 130    | 43          | 13    | 35    | 17    | 22    | 0        |
| Жінки | 110    | 9           | 21    | 47    | 8     | 25    | 0        |
| \| Статево-вікова піраміда \| Статево-вікова піраміда \| Статево-вікова піраміда \| \| ----------------------- \| ----------------------- \| ----------------------- \| \| Чоловіки \| Вік \| Жінки \| \| 0 \| 85 + \| 0 \| \| 4 \| 80-84 \| 13 \| \| 9 \| 75-79 \| 4 \| \| 9 \| 70-74 \| 4 \| \| 0 \| 65-69 \| 4 \| \| 0 \| 60-64 \| 0 \| \| 4 \| 55-59 \| 4 \| \| 9 \| 50-54 \| 4 \| \| 4 \| 45-49 \| 0 \| \| 9 \| 40-44 \| 17 \| \| 9 \| 35-39 \| 4 \| \| 13 \| 30-34 \| 17 \| \| 4 \| 25-29 \| 9 \| \| 4 \| 20-24 \| 4 \| \| 9 \| 15-20 \| 17 \| \| 17 \| 10-14 \| 0 \| \| 9 \| 5-9 \| 0 \| \| 17 \| 0-4 \| 9 \| |        |             |       |       |       |       |          |
| Статево-вікова піраміда |        |             |       |       |       |       |          |
| Чоловіки | Вік    | Жінки       |       |       |       |       |          |
| 0 | 85 +   | 0           |       |       |       |       |          |
| 4 | 80-84  | 13          |       |       |       |       |          |
| 9 | 75-79  | 4           |       |       |       |       |          |
| 9 | 70-74  | 4           |       |       |       |       |          |
| 0 | 65-69  | 4           |       |       |       |       |          |
| 0 | 60-64  | 0           |       |       |       |       |          |
| 4 | 55-59  | 4           |       |       |       |       |          |
| 9 | 50-54  | 4           |       |       |       |       |          |
| 4 | 45-49  | 0           |       |       |       |       |          |
| 9 | 40-44  | 17          |       |       |       |       |          |
| 9 | 35-39  | 4           |       |       |       |       |          |
| 13 | 30-34  | 17          |       |       |       |       |          |
| 4 | 25-29  | 9           |       |       |       |       |          |
| 4 | 20-24  | 4           |       |       |       |       |          |
| 9 | 15-20  | 17          |       |       |       |       |          |
| 17 | 10-14  | 0           |       |       |       |       |          |
| 9 | 5-9    | 0           |       |       |       |       |          |
| 17 | 0-4    | 9           |       |       |       |       |          |

## Економіка
2010 року серед 173 осіб працездатного віку (15—64 років) 131 була активною, 42 — неактивними (показник активності 75,7%, у 1999 році було 78,3%). З 131 активної мешканців працювала 121 особа (66 чоловіків та 55 жінок), безробітними було 10 (7 чоловіків та 3 жінки). Серед 42 неактивних 13 осіб було учнями чи студентами, 20 — пенсіонерами, 9 були неактивними з інших причин.

У 2010 році в муніципалітеті числилось 99 оподаткованих домогосподарств, у яких проживали 275,0 особи, медіана доходів виносила 16 596 євро на одного особоспоживача